# Estádio Municipal do Marco de Canaveses
O Estádio Municipal do Marco de Canaveses, foi, durante largos anos, conhecido pelo seu antigo nome, Estádio Avelino Ferreira Torres, é um estádio de futebol no Marco de Canaveses. 
Propriedade da autarquia municipal, com capacidade para 6 000 espectadores, este recinto é a casa do AD Marco 09 (sucessor do Futebol Clube do Marco) para a prática de futebol. Este estádio conta ainda com um campo de treinos com relva sintética onde atualmente se pratica futebol sénior e de formação.